# SJ serie D
De D-serie was een elektrische universeel locomotief bestond uit vier groepen voor het goederenvervoer en het personenvervoer van de Statens Järnvägar (SJ).

## Geschiedenis
De locomotieven werden ontwikkeld en gebouwd door Nydqvist & Holm AB (NOHAB), gebouwd door Motala Verksta AB (MV), gebouwd door Vagn Maskinfabriken Falun (VM) en de elektrische installatie gebouwd door Allmänna Svenska Elektriska Aktiebolaget (ASEA).

## Constructie en techniek
De locomotief is opgebouwd uit een stalen frame. De locomotieven van de serie Df hadden een houten bekleding. De aandrijving vindt plaats met stangen tussen de elektrische motor en de wielen. De locomotief heeft twee stuurstanden.

### Nummers
De locomotieven werden door de Statens Järnvägar (SJ) als volgt genummerd:
- 101 - 150:
- 153 - 162:
- 171 - 245:
- 291 - 391:
- 401 - 447:
- 535 - 550:
- 555 - 566:
- 577 - 581:
- 594 - 599:

De locomotieven werden door de Bergslagens Järnvägar (BJ) en Dalslands järnväg (DJ) als volgt genummerd:
- 718 - 729:

## Treindiensten
De locomotieven werden door de Statens Järnvägar (SJ) ingezet voor het goederenvervoer en het personenvervoer vanuit de volgende depots:
- Df:

Ånge:
Luleå / Kiruna:
- Du2:

Malmö
Sävenäs
Hallsberg
Tjänstgöring